# Ала-Арча (національний парк)
Природний парк Ала-Арча (кирг. Ала-Арча кыргыз мамлекеттик жаратылыш паркы) — високогірний національний парк у горах Тянь-Шань, Киргизстан, розташований приблизно за 35 км на південь від столиці країни Бішкек.
Заснований в 1976 році, на початок 2000-х охоплює 16 485 гектарів.

## Назва
Природний парк названий на честь річки Ала-Арча, яка через нього протікає.
У киргизькій мові арча, яка дала назву річці та парку — це ялівець, котрий киргизький народ традиційно особливо шанував, використовуючи дим від його палаючої деревини, щоб відганяти злих духів.
Однак не можна садити арчу біля дому, оскільки вважається, що вона поступово забирає енергію у людей, що живуть поруч.

## Географія
Парк охоплює близько 165 км², а його висоти коливаються від 1500 м до 4895 метрів на піку Семенова-Тянь-Шанського, найвищій вершині Киргизького хребта Тянь-Шаню.

На території парку є понад 20 малих і великих льодовиків і близько 50 гірських вершин.
Загальна площа льодовиків у парку становить 53,6 км².

Дві менші річки, Адигена і Ак-Сай, беруть початок з талих вод цих льодовиків.
Адигенська ущелина — лісиста долина з водоспадами, джерелами та великою кількістю форелі.
Парк включає ущелину річки Ала-Арча і оточуючі її гори.

## Найвищі гори
- Пік Семенова-Тянь-Шанського[en] (4895 м)
- Пік Корона[en] (4860 м)
- Пік Вільна Корея[en] (4740 м)

## Фауна
Архар, сарна азійська, козел сибірський, свиня дика, лисиця, вовк, заєць, борсук азійський, горностай, їжатець, куниця, кеклик азійський, куріпка пустельна, Tetraogallus.
З червонокнижних зустрічаються: Lynx lynx isabellinus, змієїд блакитноногий, беркут, кумай, балабан, сніговий барс та сип.